# Wągródka
Wągródka (deutsch Wiecherts) ist ein Ort in der polnischen Woiwodschaft Ermland-Masuren. Er gehört zur Landgemeinde Górowo Iławeckie (Landsberg) im Powiat Bartoszycki (Kreis Bartenstein), bis 1945 zum Kreis Preußisch Eylau in Ostpreußen.

## Geographische Lage
Wągródka liegt im Nordwesten der Woiwodschaft Ermland-Masuren, 22 Kilometer südwestlich der früheren und heute auf russischem Hoheitsgebiet gelegenen Kreisstadt Preußisch Eylau (russisch Bagrationowsk) bzw. 29 Kilometer westlich der jetzigen Kreismetropole Bartoszyce (deutsch Bartenstein).

## Geschichte
In der Mitte des 14. Jahrhunderts wurde der seinerzeit Weichmannsgut genannte Gutsort gegründet und hieß nach 1414 Wichards oder Wicherts und vor 1785 dann bereits Wiecherts. Als zum Gutsbezirk Groß Peisten (polnisch Piasty Wielkie) gehörendes Vorwerk war Wiecherts ab 1874 dem Amtsbezirk Buchholz (polnisch Bukowiec) im ostpreußischen Kreis Preußisch Eylau, Regierungsbezirk Königsberg, zugeordnet.
Am 19. Mai 1886 wurde aus den Vorwerken Schwadtken (polnisch Świadki Górowskie) und Wiecherts der neue Gutsbezirk Schwadtken gebildet, der weiterhin zum Amtsbezirk Buchholz gehörte. Im Jahre 1910 zählte Wiecherts als Ortsteil von Schwadtken 52 Einwohner.
Am 30. September 1928 erfolgte erneut eine strukturelle Veränderung für Wiecherts: zusammen mit dem Gutsbezirk Saraunen (polnisch Saruny) wurde es in nach Finken (polnisch Zięby) eingemeindet.
Im Zusammenhang der Abtretung des gesamten südlichen Ostpreußen 1945 in Kriegsfolge an Polen erhielt Wiecherts die polnische Namensform „Wągródka“ und ist heute eine Osada (=„Siedlung“) innerhalb der Gmina Górowo Iławeckie (Landgemeinde Landsberg) im Powiat Bartoszycki (Kreis Bartenstein), von 1975 bis 1998 der Woiwodschaft Olsztyn, seither der Woiwodschaft Ermland-Masuren zugehörig.

## Religion
Wiecherts war bis 1945 in das Kirchspiel der evangelischen Kirche Buchholz (Ostpreußen) in der Kirchenprovinz Ostpreußen der Kirche der Altpreußischen Union eingepfarrt.
Diese Kirche heißt heute St.-Johannis-der-Täufer-Kirche. Sie ist dem römisch-katholischen Erzbistum Ermland zugeordnet und die für Wągródka zuständige Pfarrkirche.

## Verkehr
Wągródka liegt an der verkehrsreichen Woiwodschaftsstraße 512, die von der russisch-polnischen Grenze bei Szczurkowo (Schönbruch) über Bartoszyce (Bartenstein) und Górowo Iławeckie (Landsberg) bis nach Pieniężno (Mehlsack) führt.
Ein Anschluss an den Bahnverkehr besteht nicht.